# Eric Edgar Cooke
Eric Edgar Cooke, född 25 februari 1931 i Perth, Western Australia, död 26 oktober 1964 i Fremantle Prison, Western Australia, var en australisk seriemördare som terroriserade staden Perth, från september 1958 till augusti 1963. Han kallades för Nattroparen (the Night Caller) och senare Nedlandsmonstret (the Nedlands Monster).
Efter en fyra år lång mordvåg arresterades Cooke så småningom och erkände omfattande sina brott inklusive två mord som Darryl Beamish och John Button felaktigt hade dömts för. Han dömdes för uppsåtligt mord av Högsta domstolen i Western Australia efter att en jury hade avvisat ett argument om sinnessjukdom. Han dömdes till döden och hängdes i Fremantle Prison. Cooke var den sista personen som avrättades i Western Australia.